# Knight Rider tým
Knight Rider tým (v anglickém originále Team Knight Rider) je americký akční televizní seriál, který byl premiérově vysílán v syndikaci letech 1997–1998, kdy bylo v jedné řadě natočeno 22 dílů. Jedná se o sequel seriálu Knight Rider. V Česku byl seriál, jenž pojednává o týmu, který má k dispozici vozidla s umělou inteligencí a který bojuje se zločinci, vysílán od 23. května 1998 do 19. prosince 1998 na TV Nova.

## Obsazení
- Brixton Karnes jako Kyle Stewart
- Christine Steel jako Jenny Andrewsová
- Duane Davis jako Duke DePalma
- Kathy Trageser jako Erica Westová
- Nick Wechsler jako Kevin „Trek“ Sanders